# 中間貯蔵・環境安全事業
中間貯蔵・環境安全事業株式会社（ちゅうかんちょぞう・かんきょうあんぜんじぎょう、英語: JAPAN ENVIRONMENTAL STORAGE & SAFETY CORPORATION、略称：JESCO）は、日本環境安全事業株式会社法（現・中間貯蔵・環境安全事業株式会社法）によって設立された日本の特殊会社。環境省が所管する。

## 沿革
旧環境事業団が行っていたポリ塩化ビフェニル（PCB）廃棄物処理事業を引き継ぐため、2004年4月1日に環境省が監督官庁となり設立された。そもそもポリ塩化ビフェニルは、日本で1954年（昭和29年）に製造が始まったが、1968年（昭和43年）に起こった「カネミ油症事件」をきっかけに、1972年（昭和47年）の生産・使用の中止等の行政指導を経て、1975年（昭和50年）に製造および輸入が原則禁止された。2001年（平成13年）にはポリ塩化ビフェニル廃棄物の適正な処理の推進に関する特別措置法が制定され、2016年（平成28年）までにポリ塩化ビフェニル保有者は処理をしなければならないと定められた。そのため、日本環境安全事業株式会社が受託処理を行っている。
2014年（平成26年）12月24日、日本環境安全事業株式会社法の一部を改正する法律（平成26年法律第120号）が施行され、関係政省令を整備し、法律名が「中間貯蔵・環境安全事業株式会社法」に、会社名が「日本環境安全事業株式会社」から「中間貯蔵・環境安全事業株式会社」に変更されるとともに、同社の業務に、国等の委託を受けて行う中間貯蔵に係る事業が追加等された。これを受け、同日付で、会社の商号等の変更や福島県いわき市に、中間貯蔵に係る事業を実施するための事業所「中間貯蔵管理センター」を設置。

## 事業所

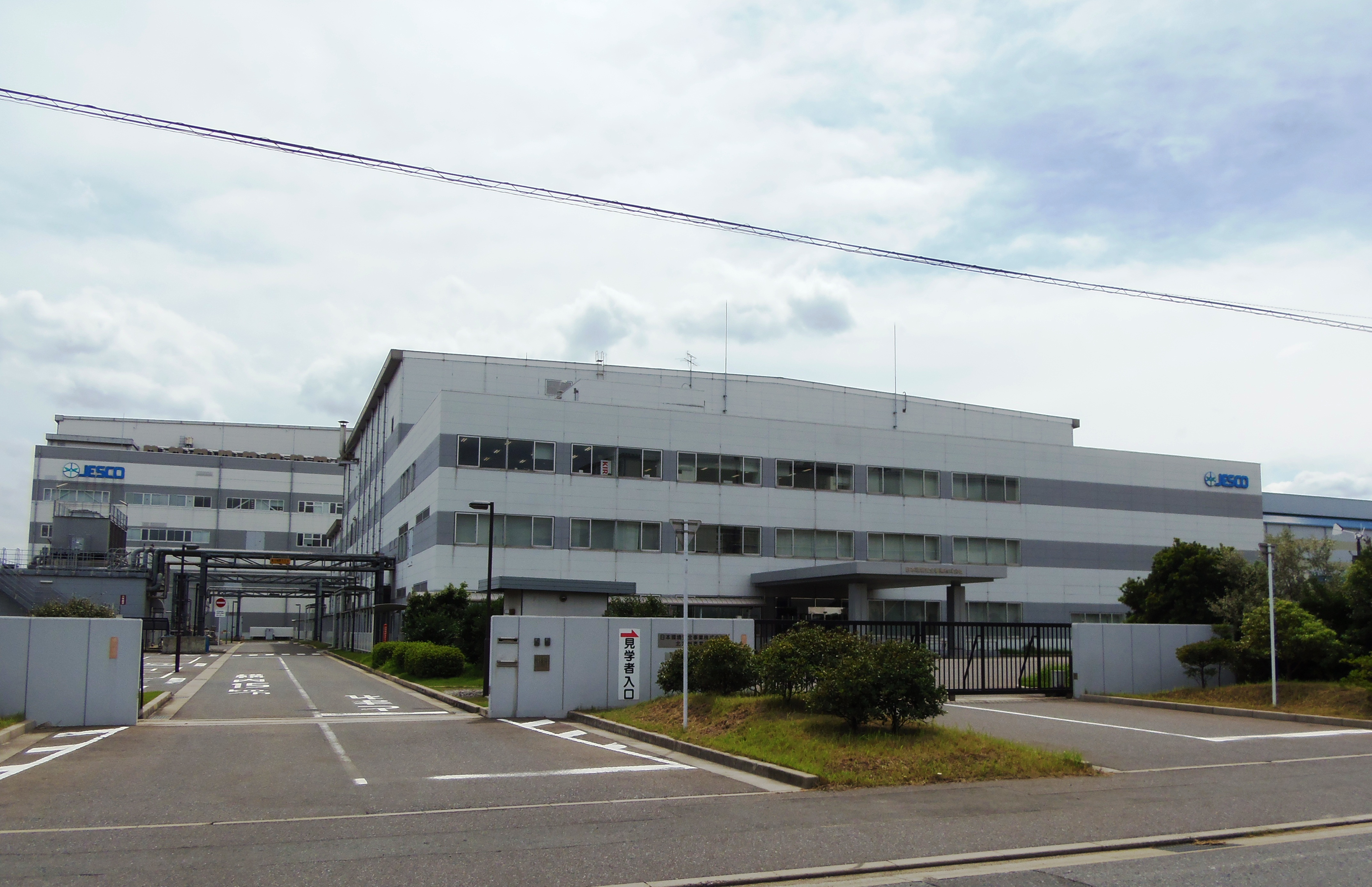
北九州事業所

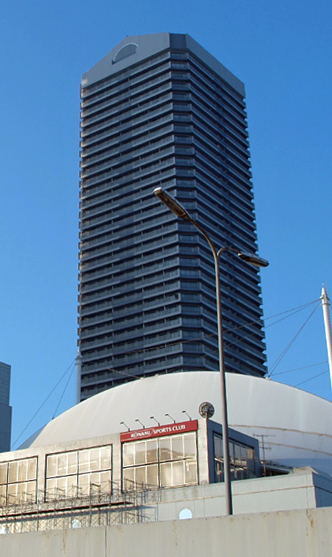
大阪事業所（弁天事務所）が入居するオークプリオタワー

- 北九州事業所 - 福岡県北九州市若松区響町1-62-24
- 北九州事業所（小倉オフィス 営業課）- 福岡県北九州市小倉北区浅野3-8-1 AIMビル8階
- 豊田事業所 - 愛知県豊田市細谷町3-1-1
- 東京事業所 - 東京都江東区海の森2-2-66
- 大阪事業所 - 大阪府大阪市此花区北港白津2-4-13（西区画棟）
- 大阪事業所（弁天事務所 営業課）- 大阪府大阪市港区弁天1-2-30 オーク四番街プリオタワーオフィスF701号
- 北海道事業所 - 北海道室蘭市仲町14-7
- 中間貯蔵管理センター - 福島県いわき市平字大町7-1 平セントラルビル4F